# Филип Турчиновић
Филип Турчиновић (Цетиње, 1951) српски је правник и универзитетски професор.

## Биографија
Рођен је 1951. године на Цетињу, где је завршио основну школу и гимназију. Правни факултет је завршио 1975. у Београду. Постдипломске студије је завршио у Загребу 1989. године. Докторирао је на Правном факултету у Београду 1993. године.
Биран је за доцента на Правном факултету у Приштини и за професора Факултета за менаџмент у Београду. Биран је за редовног професора Међународног јавног права (Државни правни факултет Бања Лука), (трајан избор за међународноправну групу предмета). Биран за редовног професора Права Европске уније и Економских интеграција и трговинских групација (Мегатренд универзитет Београд), трајан избор. Редовни је проферсор на Пословном и правном факултету Универзитета Унион „Никола Тесла” у Београду.
Подаци о усавршавању (боравио на следећим специјализацијама): Рим — на Правном факултету, 1989/90. године; Хаг — Академија за међународно право, 1991; Лондон — на Правном факултету и сједишту ИЛО 1996; Фиренца — на Правном факултету 2001; Трст — на Правном факултету и Факултету политичких наука 2002; Џорџ Вашингтон универзитету у САД школске 2003/04. године.
Члан је Комитета за трговачко право (International Law Association — ILA) и Удружења за међународно право ЕУ. Кратко време је обављао разне функције у привреди. Налазио се на функцији помоћника савезног министра за спољну трговину СРЈ.
Предмети по факултетима:
Факултет за пословне студије у Београду: Економске интеграције — институционални оквири и Право Европске уније.
Правни факултет у Бањој Луци: Међународно јавно право.
Ангажовање на другим значајнијим универзитетима међународним и државним органима у струци:
1) Felow, Салзбург семинар, Leopoldskron, 2004.
2) Акредитовани професор на заједничком мастер програму (учествују 11 универзитета Београд, Скопље Љубљана, Тирана, Загреб...) под покровитељством Универзитета у Келну.
3) Акредитовани професор на заједничким постдипломским магистарским судијама Факултета за пословни менаџмент у Греноблу.
4) Специјани консултант и учесник у споровима БиХ пред Судом за људска права у Старзбуру.
5) Професор на Дипломатском академији у Министарству иностраних послова БиХ.
6) Професор на Дипломатској академији Савезног минстарстава иностраних послова СРЈ.
7) Члан Правног савјета Министарства иностраних послова СРЈ.
8) Специјални правни савјетник Министра иностраних послова Црне Горе.
Говори руски, енглески и италијански.

## Књиге
- Ф. Турчиновић: МЕЂУНАРОДНО ПРАВНИ ДОКУМЕНТИ КУЛТУРНОГ И ПРИРОДНОГ НАСЛИЈЕЂА НА ЦРНОГОРСКОМ ПРИМОРЈУ, Обод Цетиње 1994. година, (стр. 125). (монографија)
- Ф. Турчиновић: СТАЛНЕ МИСИЈЕ ПРИ УЈЕДИЊЕНИМ НАЦИЈАМА КАО ОБЛИК ПРЕДСТАВЉАЊА ДРЖАВА, Обод, Цетиње, 1994. година, (стр. 167) (монографија)
- Ф. Турчиновић: ЕКОНОМСКЕ ИНТЕГРАЦИЈЕ И ТРГОВИНСКИ БЛОКОВИ И ИНСТИТУЦИОНАЛНИ ОКВИРИ, Универзитет Мегатренд у Београду, 2000. године, (стр. 166).
- Друго проширено издање књиге Економске интеграције и трговинске групације, издање Мегатренд универзитета и Правног факултета у Бањој Луци, Београд 2005. године, (стр 280)
- Право Европске уније, Мегатренд универзитет, уџбеник, Београд, 2005. године (стр 300)
- Међународно јавно право, издање Правног факултета у Бањој Луци, Бања Лука 2007. године (стр 480)
- Увод у међународне односе, (монографија) издање Правног факултета у Бањој Луци, Бања Лука, 2007. године (стр 200)
- Основи царинског права Европске уније, (монографија) издање Факултета за менаџмент у Бару, 2007. године (стр 170).
- Постглобализам и интеграције, издање Мегатренд универзитета у Београду, 2010. године, (монографија) (200 стр). .
- Основи права европске уније, издање Мегатренд универзитета у Београду, 2012. године, (280 стр)
- Еколошко право, (монографија) Факултет за пословне студије и Правни факултет, Универзитета Унион Никола Тесла, у Београду, 2017. године.
- Објавио је преко 100 чланака у разним међународним, домаћим научним и стручним часописима.
- Објавио је 2 књиге поезије.